# Ликилики
Ликилики (исп. liquiliqui — традиционный вид мужской одежды региона Льянос на территории Колумбии и Венесуэлы.
17 марта 2017 г. ликилики объявлен традиционным национальным костюмом Венесуэлы.

## Характеристики
Ликилики обычно используется в качестве мужского праздничного или официального костюма, а также танцевального костюма для хоропо. Ликилики превратился в своего рода национальный символ Льянос.
Френч со стоячим воротником: имеет 5 — 6 металлических (золотых) пуговиц, может иметь два нагрудных, а также ещё два нижних накладных кармана. Костюм обычно однотонный, белого, серого, бежевого или чёрного цвета, из льна или хлопка. Глстуки и галстуки-бабочки с ликилики не используются.

## История
Историк Эмилио Акоста считает, что данный костюм имеет филиппинское происхождение, и был завезен в Венесуэлу по торговым путям, когда Филиппины ещё были колонией Испании. Также существует мнение, что ликилики пришел из Европы в качестве варианта французской униформы, называемой liquette.